# Polyptychus herbuloti
Polyptychus herbuloti là một loài bướm đêm thuộc họ Sphingidae. Loài này có ở Cameroon, Cộng hòa Trung Phi, Cộng hòa Dân chủ Congo và Gabon.
Chiều dài cánh trước khoảng 43–45 mm. Phía trên cánh trước màu từ nâu sô cô la nhạt đồng nhất đến nâu.